# 波平暁男
波平 暁男（なみひら あきお、1915年（大正4年）4月1日 - 1983年（昭和58年）1月22日）は昭和期の歌手。「若鷲の歌」や「海行かば」などの戦時歌謡で知られる。本名は波平惠弘。

## 経歴
沖縄県平良村に生まれる。旧制中学校の関東州立大連第二中学校に学ぶが、音楽学校受験の準備のため旧制宮古中学校へ転校し、1933年（昭和8年）に卒業。東京音楽学校声楽科に入り、1938年（昭和13年）に卒業後、さらに同校研究科へ進学。この間、声楽科在学中には、講師の信時潔が作曲中の「海行かば」の最初の歌手に、生徒の模範として選ばれてテノールで歌う。
研究科在学中の1941年（昭和16年）に、ポリドール・レコードから本名でデビュー。本名の波平惠弘は「はんじゃけいこう」と読むが、ポリドールでは「なみのひらえひろ」と読ませた。同年に研究科を修了した後、1942年（昭和17年）8月にコロムビアレコードと専属契約、当時流行の「暁」の字を入れた芸名の波平暁男を用いるようになる。力強いテノールの声質が軍歌調の曲に合うと評価され、霧島昇との共唱の「若鷲の歌」をはじめ、「月夜船」、「君こそ次の荒鷲だ」、「雷撃隊出動の歌」、「勝利の日まで」などの戦時歌謡を中心に歌手活動を行った。「若鷲の歌」の制作にあたっては、土浦海軍航空隊へ作曲者の古関裕而とともに出かけて予科練生の前で歌い、完成版の短調のメロディー決定に関わった。沖縄歌謡をベースにした「南方節」（服部良一作曲）なども歌ったが、ヒットしなかった。1944年（昭和19年）には、NHKの年間歌唱最優秀賞を受賞。私生活では在学中に知り合った最初の妻と結婚し、3人の子供をもうけた。
終戦と同時にコロムビアレコードとの契約は打ち切られた。戦時歌謡関係者が戦争協力者として批判されたこともあり、約6年間は目立った音楽活動をしなかった。酒場を経営するなどして生活したがうまくいかず、最初の妻とも離婚した。1951年（昭和26年）頃から活動を活発化し、1953年（昭和28年）には映画『ひめゆりの塔』に沖縄民謡編曲指導として参加している。戦後は沖縄歌謡に力を注ぎ、1955年（昭和30年）には渡久地政信の支援で国頭村楚洲のツツジを主題にした歌謡「楚州の花雲」を作詞作曲して日本ビクターから自費出版し、沖縄本島で6000枚以上を売り上げたものの、全国的なヒットとはならなかった。NHKに入社して沖縄での事業に従事し、沖縄放送協会でも故郷の宮古放送局長として務めたが短期間で退社。
昭和40年代の懐メロブームの中で再び脚光を浴び、1970年（昭和45年）にコロムビアレコードと専属契約を結んで上京。東京12チャンネルの歌番組「なつかしの歌声」にも出演した。しかし、軍歌や流行歌を嫌ったため、短期間で帰郷。その後は、1970年に再婚した2番目の妻と週末同居の形で生活しながら、音楽私塾を開いて後進の育成と沖縄古歌謡の研究を行った。妻によると、晩年は熱心なキリスト教徒であったという。
1983年（昭和58年）、親戚の結婚披露宴会場で歌唱中に心筋梗塞により倒れ、そのまま死去した。満67歳。